# 秘技
秘技，又稱秘笈、秘籍、密技，是指在电子游戏中所使用的非正规的游戏方法，比如增加生命值或续关数、敌方攻击无效化等。大部分秘技可用来降低游戏的难度，但也有纯粹娱乐性甚至提高游戏难度的秘技出现。
许多秘技是由游戏厂商提供的。也有一部分是玩家在玩游戏时，所发现的游戏中的Bug，这些Bug有时不但没有破坏游戏，反而增加了游戏的趣味性和特殊效果。
另外，通过游戏修改软件也可以达到使用秘技的效果。

## 秘技的啟動形式和效果種類
秘技的啟動方式，在不同的平台和遊戲類型皆會有所分別；秘技所帶來的效果，也因遊戲系統的發展而變得多元化。然而，秘技依然是「在平常玩法不會或不能發現的技能」。

### 秘技的啟動形式

#### 「合法的」
舊時代的電子遊戲，雖然在原始碼和邏輯上不比現代的遊戲複雜，但鑑於當時電腦的普遍性和電腦語言知識的不流通，所以當時的秘技主要是遊戲廠商所提供、只需在某畫面或某情況下輸入指定的一連串按鍵或在遊戲版圖隱密處發現物品或人物就能啟動秘技，比方說科樂美秘技就是此合法密技中最著名的一個密技。
但近年的遊戲由於講求系統多元性、複雜程度和重玩性，要啟動秘技除了以上兩種方法外，亦可能需要將遊戲全破（俗稱爆機、破台、破關）、集齊特定或全部裝備、在需要輸入文字時輸入特定的字串、在特定條件下完成某任務等等。

#### 「非法的」
現代的平台遊戲亦可以利用一外置硬件，或者電腦中的軟件（即以上提過的遊戲修改器）對遊戲作「非法的」修改，從而達到發動秘技類的效果。典型的非法修改是直接存取記憶體或相近的硬體設備，進行記憶體中數值的修改。
平台使用的硬件遊戲修改器在香港和台灣俗稱「金手指」，一般為盒帶狀，遊戲機啟動後，會自動先行進入「金手指」的程式，讓玩家輸入針對遊戲的代碼。「金手指」的代碼普遍為十二位的十六進位數字，由於涉及較接近程式碼的控制，所以是不可能以人手去入手尋找，九十年代晚期之前的「金手指」使用較普及，當時坊間會售賣代碼列表小本供玩家輸入。「金手指密碼」的結構約分為不可或缺、同佔兩組密碼的「主碼」（Master Code），和因應主碼在才能發揮效用的附屬碼，每種遊戲所載的可使用特別效果可能不同，而各遊戲中的附屬碼也未必完全相異。

相對來說，「金手指」較重於「質」，也就是純粹開啟或關閉之項目。
近年電腦遊戲的發展蓬勃，相對平台遊戲而言，也不需要硬件來啟動特別效果，而是用俗稱「外掛」的軟件。外掛在作品和參數的針對性皆比為「金手指」大，這是因為電腦遊戲中有很多項項目有本質相似而程度不同的設定集合，利用量化資料作設定較方便，例如招式攻擊力的多少、鎗械的射擊準繩度、敵人出現的機會率、假死的回復時間等等。但外掛的功能並不限於改變數字，還可以作小規模的自動行動循環程序（不經人手自動主動行走、碰上並擊退敵人，賺取經驗值和金錢），並掛網之。相對來說，「外掛」較重於「量」，也就是關於某些設定的數字大小。關於「外掛」，請詳見遊戲外掛。（嚴格來說，由於「非法的」特別效果不是利用實力、不費吹灰之力就能使用，加上往往使用這些效果並不能享受遊戲的真正樂趣，
故此一般不當作秘技。）

#### 「卡Bug」
由程序漏洞（Bug）所引起的秘技，是因為遊戲的测试工作不夠徹底，因而在遊戲發售後被玩家發現。要通過漏洞才能發現，繼而發動的秘技，本身一定已經存在於遊戲本身，可能基於隱密性的需求或者沒有存在的需要等理由，而被遊戲程式員封鎖，官方也沒有公開該等秘技。例子：精灵宝可梦 红·绿的遊戲中捕捉到不能以捕捉方式獲得的「梦幻」等精靈。

### 秘技的效果種類
以下所列的為比較常見和經典的秘技例子，并非所有遊戲均存在或能夠應用。
無敵
HP（又稱體力、血、生命值等等）在玩家角色受傷時不會減少或自然回復，是最常見和對玩家最為有利的秘技。
無限生命
令玩家角色不會「遊戲結束」（Game Over）或者需要重新闖關。
一擊死/一擊必殺/秒殺
敵人一經被某些攻擊打中，不經計算玩家角色原攻擊力或敵方原防禦力等數值，直接判定敵人死亡。當然，以RPG遊戲來說，強的玩家角色能一擊殺死弱的敵人，並不足為奇。
貨幣或經驗值應用
快速获取無限或超高之貨幣或經驗值。
裝備或道具應用
破例回復：罕有或有保存上限的裝備或道具可以以超出平常的情況和數目使用。
破格使用：可以使用平常情況沒有出現，威力巨大或用途精闢的裝備或道具。
例子：洛克人X4及之後作品出現的「終極裝甲」。
限制解除
令玩家無需要再依照特定條件而獲得特別存取，例如已封鎖關卡、首領級角色等。
藝術效果改變或增幅
有些秘技純粹作休閒或惡搞之用，例如背景、角色服飾、背景音樂、物件外貌等。

## 使用秘技的后果
在一些游戏中，如果使用秘技后存档，再读档时可能会出现错误。